# Maria Giacobbe
Maria Giacobbe (Nuoro, 14 agosto 1928 – Copenaghen, 27 gennaio 2024) è stata una scrittrice e saggista italiana naturalizzata danese.

## Biografia
Maria era la figlia di Dino Giacobbe, un ingegnere antifascista, ufficiale pluridecorato nella prima guerra mondiale, tra i fondatori del Partito Sardo d'Azione e poi combattente repubblicano in Spagna ed esule negli Stati Uniti sino alla fine della guerra, e di Graziella Sechi, insegnante elementare, la quale, condividendo le idee del marito, come lui fu perseguitata dal regime fascista. Crebbe e studiò a Nuoro dove, dopo aver frequentato il Regio Liceo ginnasio Giorgio Asproni, preferì conseguire il diploma magistrale. Ciò le consentì di avere fin dal secondo dopoguerra un posto di insegnante elementare nei paesi del circondario di Nuoro. In seguito iniziò a collaborare con vari giornali e riviste ed esordì come scrittrice narrando le sue esperienze di giovane maestra. Dopo aver conosciuto il futuro marito, lo scrittore danese Uffe Harder, nel 1958 si trasferì con lui a Copenaghen, dove, nel 1959 e nel 1964, nacquero i due figli della coppia.

### Attività letteraria e culturale
Nel 1956 iniziò una lunga collaborazione con il settimanale Il Mondo di Mario Pannunzio, cui fecero seguito esperienze presso vari periodici italiani e stranieri, per le quali ottenne riconoscimenti, come ad esempio il Premio Iglesias di giornalismo attribuitole nel 1985 per la sua collaborazione al quotidiano L'Unione Sarda.
Pubblicò oltre dieci libri, fra cui romanzi, raccolte di racconti e cinque antologie di poesie. Il suo primo libro, Diario di una maestrina (1957), vinse il Premio Viareggio-Opera prima e la Palma d'oro dell'Unione Donne in Italia. L'opera fu poi tradotta in altre 15 lingue. Molte sue opere furono pubblicate prima in danese e poi in italiano. Tra queste Dagbog mellen to verdener (Diario tra due mondi), edito nel 1975 e pubblicato in Italia due anni dopo col titolo Le radici, libro di memorie della Nuoro dei suoi avi, tema che sarà ripreso anche nel successivo Masker og nøgne engle del 1994, pubblicato in Italia nel 1999 col titolo Maschere e angeli nudi: ritratto d'infanzia.
Per le sue attività e produzioni in campo culturale, avendo notevolmente contribuito alla conoscenza della cultura sarda e italiana in Danimarca e danese in Italia, ricevette riconoscimenti in entrambi i paesi: tra questi, il titolo di Cavaliere dell'Ordine della Solidarietà Nazionale, conferitole dal Presidente della Repubblica Italiana nel 1967 e il vitalizio statale col quale il Ministro per gli Affari Culturali della Danimarca volle esprimere ufficialmente nel 1996 "la gratitudine del paese per i valori culturali di cui Maria Giacobbe, con la sua arte, ha arricchito la società danese nella sua totalità".
Nel 2000 il regista Giovanni Columbu realizzò il film Arcipelaghi tratto dal romanzo omonimo,  per il quale, nel 1995, la scrittrice ricevette il Premio Dessì Speciale della Giuria. 
Dal 2008 fu presidente del Comitato degli scrittori danesi per la difesa della libertà di espressione e fu membro fondatore del Comitato per la coesistenza israelo-palestinese.

## Critica
La narrativa di Maria Giacobbe è stata associata a quella di Grazia Deledda, scrittrice della quale Giacobbe si occupò più volte. 
Angela Guiso, per esempio, trova il filo rosso di una sottile continuità tra le due scrittrici. Se l'universo di Grazia Deledda si colloca fra i poli opposti, bene e male, giusto e ingiusto, Maria Giacobbe utilizza nuovi imperativi e stimoli contraddittori che suscitano molteplici risposte.

## Opere

### Narrativa
- Diario di una maestrina, Laterza, Milano 1957
- Piccole cronache, Bari, Laterza, 1961
- Male kronike, Ljubljana, Mladinska knjiga, 1963
- Il mare, Vallecchi, Firenze 1967
- Eurydike, Gyldendal, Copenaghen 1970
- Stemmer og breve fra den europæiske provins, Gyldendal, Copenaghen 1978
- Le radici, Edizioni della Torre, Cagliari 1977; 1979; 1996; Il Maestrale, Nuoro 2005
- Kald det så bare kærlighed: tre noveller, Gyldendal, Copenaghen 1986
- Gli arcipelaghi, Biblioteca del Vascello, Roma 1995; Il Maestrale, Nuoro 2001
- Maschere e angeli nudi: ritratto d'infanzia, Il Maestrale, Nuoro 1999.
- Scenari d'esilio. Quindici parabole, Il Maestrale, Nuoro 2003
- Pòju Luàdu, Il Maestrale, Nuoro 2005
- Chiamalo pure amore, Il Maestrale, Nuoro 2008
- Euridice, Il Maestrale, Nuoro 2011[18]

### Saggi
- Poesia moderna danese, Edizioni di Comunità, Milano 1971
- Grazia Deledda. Introduzione alla Sardegna, Bompiani, Milano 1973; 1974
- Giovani poeti danesi, Einaudi, Torino 1979
- Lærerinde på Sardinien, Gyldendal, Copenaghen 1979
- "Grazia Deledda a Stoccolma", Atti del Convegno su Grazia Deledda, vol. II, Biblioteca Sebastiano Satta, Nuoro, 1985
- "Tra memoria e rancore: La Sardegna del desiderio di Lina Unali", L'Unione Sarda, 11 giugno 1991
- Sorelle, in AA. VV. (a cura di Giulio Angioni), Cartas de logu. Scrittori sardi allo specchio, Cagliari, CUEC, 2007.